# Договор о дружбе, ненападении и нейтралитете между СССР и Италией
Договор о дружбе, ненападении и нейтралитете между СССР и Италией (итал. Patto italo-sovietico di amicizia e non aggressione) или же просто итало-советский пакт — дипломатическое соглашение между Советским Союзом и Королевством Италия. Подписано 2 сентября 1933 года, действовало до 22 июня 1941 года, когда Италия наряду с другими государствами германской коалиции Стран «Оси» объявила войну Советскому Союзу. Пакт 1933 года строился на более ранних экономических отношениях (традиционно крепких между странами), направленных на обеспечение безопасности на Балканах и в Европе в целом.

## Предыстория
Отношения между СССР и Италией со времени официального дипломатического признания советского государства в 1924 году были предметными, активными, разнообразными и в целом отражали довоенные традиции. По большей части как большевистская, так и фашистская идеология считали, что революционная воинственность другой стороны достаточно мягка. Таким образом, идеология не играла существенной роли в итало-советских отношениях, за исключением тех случаев, когда по различным иным причинам, они уже были напряженными, что было достаточно редко до 1936 года.
Практически политика приобрела новые актуальные вопросы с приходом к власти в Германии в январе 1933 года НСДАП и Адольфа Гитлера — событие, которое в итоге перевернуло все предыдущие европейские дипломатические договора и установки. Первое время, после 1933 года Москва и Рим даже искали способы сдерживания вновь возрождающейся Германии.
СССР и Италии пришлось отказаться от части своего антиверсальского ревизионизма и начать поддерживать статус-кво в той мере, в которой это могло бы блокировать немецкую экспансию во вредных для них направлениях. По экономическим, политическим, идеологическим и военным вопросам страны пытались взаимодействовать, в частности, в Юго-Восточной Европе, где их интересы существенно пересекались.
После прихода к власти Адольфа Гитлера, который стал строить новый Великогерманский рейх, в Риме и в Москве реакция на произошедшие перемены на ранних этапах была удивительно схожа. СССР и Италия недооценили его, обе стороны надеялись продолжить своё сотрудничество с Германией, направленное против Франции и Великобритании в Европе, но также подозревали потенциал гитлеровского режима и искали определённых гарантий.
Особой роли на мировой арене этот договор не сыграл, однако учитывая, что тесные экономические отношения СССР и Германии сошли на нет в 1933 году, Советский Союз в тот период стал более тесно сотрудничать с Италией, в частности во время советской индустриализации в военно-промышленном секторе. В СССР работали итальянские специалисты, были закуплены лицензии на производство подводных лодок («тип Д», «тип К» — украдены советской разведкой), эсминцев («серия № 7», проекты «20», «35», «48») и соответственно, корабельных орудий и торпед (45-36АН, 45-36АВА, тип 53-38). Фактически итальянские технологии стали основой для советского военно-морского флота.

## Текст договора
Центральный Исполнительный Комитет Союза Советских Социалистических Республик и Его Величество Король Италии, воодушевленные желанием всеми силами способствовать сохранению всеобщего мира, в учёте непрерывности дружественных отношений, соединяющих обе страны, в решимости следовать и впредь политике полнейшего воздержания от всякого вмешательства в обоюдные внутренние дела, согласились закрепить существующие между Союзом Советских Социалистических Республик и Италией отношения заключением настоящего договора и назначили для этой цели в качестве уполномоченных:
Центральный Исполнительный Комитет Союза Советских Социалистических Республик:
Г. Владимира Потемкина, Чрезвычайного и Полномочного Посла Союза Советских Социалистических Республик в Риме,
Его Величество Король Италии:
Е. П. Бенито Муссолини, Главу Правительства, Первого Министра Статс-Секретаря, Министра Статс-Секретаря Иностранных Дел, которые, после признания соответствующих полномочий находящимися в добром и надлежащем виде, пришли к соглашению о нижеследующих постановлениях:
- Статья 1-я

Каждая из Высоких Договаривающихся Сторон обязуется перед другою не прибегать ни в каком случае против неё, ни отдельно, ни совместно с одной или несколькими третьими державами, ни к войне, ни к какому-либо нападению на суше, на море или в воздухе и уважать неприкосновенность территорий, находящихся под её суверенитетом.
- Статья 2-я

Если одна из Высоких Договаривающихся Сторон явится предметом нападения со стороны одной или нескольких третьих держав, то другая Высокая Договаривающаяся Сторона обязуется соблюдать нейтралитет в течение всего времени конфликта.
Если одна из Высоких Договаривающихся Сторон прибегнет к нападению против третьей державы, то другая Высокая Договаривающаяся Сторона будет иметь возможность денонсировать без предупреждения настоящий договор.
- Статья 3-ья

Каждая из Высоких Договаривающихся Сторон обязуется в течение действия настоящего договора не участвовать ни в каком международном соглашении, которое имело бы практическим последствием запрещение покупки у другой стороны или продажи ей товаров, или предоставления ей кредитов, и не принимать никакой меры, которая имела бы последствием исключение другой стороны из всякого участия в её внешней торговле.
- Статья 4-я

Каждая из Высоких Договаривающихся Сторон обязуется не входить ни в какое соглашение политического или экономического порядка и ни в какую комбинацию, направленные против одной из них.
- Статья 5-я

Обязательства, изложенные в предшествующих статьях, не могут никаким образом ограничить или изменить права и обязанности, вытекающие для каждой из Высоких Договаривающихся Сторон из соглашений, заключенных ею ранее вступления в силу настоящего договора, причем каждая из сторон заявляет настоящей статьей, что она не связана никаким соглашением, налагающим на неё обязательство участвовать в нападении, предпринятом третьим государством.
- Статья 6-я

Высокие Договаривающиеся Стороны обязуются подвергать согласительной процедуре вопросы, по которым между ними возникли бы расхождения и которые не могли бы быть разрешены обычным дипломатическим путем.
- Статья 7-я

Настоящий договор, коего русский и итальянский тексты будут иметь одинаковую силу, будет ратификован, и его ратификации будут обменены в Москве. Он вступит в действие начиная со сказанного обмена и будет оставаться в силе в течение годичного срока со дня, когда одна из Высоких Договаривающихся Сторон известит другую о своем намерении его денонсировать. Это извещение, однако, не может иметь места прежде истечения пятилетнего срока, считая со дня вступления в силу настоящего договора.
В удостоверение чего, уполномоченные подписали настоящий Договор и приложили к нему свои печати.
Совершено в двух экземплярах, один на русском языке и один на итальянском языке, в Риме, 2 сентября 1933 года.
Вл. Потемкин Б. Муссолини
Печат. по арх. Опубл. в «Собрании законов…», отд. II, № 30, 31 декабря 1933 г., стр. 260—263.

Договор ратифицирован ЦИК СССР 7 октября 1933 г., королем Италии — 19 октября 1933 г. Обмен ратификационными грамотами состоялся в г. Москве 15 декабря 1933 г.